# Алієв Ашраф Паша-огли
Алієв Ашраф Паша-огли (азерб. Əliyev Əşrəf Paşa oğıu; нар. 29 липня 1986, Апшеронський район, Азербайджан) — азербайджанський борець вільного стилю, учасник Олімпійських ігор, бронзовий призер чемпіонату світу, срібний призер Кубку світу.

## Життєпис
Боротьбою почав займатися з 1994 року. 

## Спортивні результати на міжнародних змаганнях

### Виступи на Олімпіадах
| Змагання                    | Збірна      | Вагова категорія          | Місце |
| --------------------------- | ----------- | ------------------------- | ----- |
| Літні Олімпійські ігри 2012 | Азербайджан | вільна боротьба, до 74 кг | 8     |

На літніх Олімпійських іграх 2012 року в Лондоні посів 8 місце, вигравши в першому колі в японського борця Сошуке Накатані та поступившись в 1/8 фіналу російському атлету Денису Царгушу.

### Виступи на Чемпіонатах світу
| Змагання                        | Збірна      | Вагова категорія          | Місце  |
| ------------------------------- | ----------- | ------------------------- | ------ |
| Чемпіонат світу з боротьби 2011 | Азербайджан | вільна боротьба, до 74 кг | Бронза |
| Чемпіонат світу з боротьби 2014 | Азербайджан | вільна боротьба, до 74 кг | 8      |

### Виступи на Кубках світу
| Змагання                    | Збірна      | Вагова категорія          | Місце  |
| --------------------------- | ----------- | ------------------------- | ------ |
| Кубок світу з боротьби 2012 | Азербайджан | вільна боротьба, до 74 кг | Срібло |
| Кубок світу з боротьби 2013 | Азербайджан | вільна боротьба, до 74 кг | 4      |
| Кубок світу з боротьби 2016 | Азербайджан | вільна боротьба, до 74 кг | 5      |

### Виступи на інших змаганнях
| Змагання                                                  | Збірна      | Вагова категорія          | Місце  |
| --------------------------------------------------------- | ----------- | ------------------------- | ------ |
| Золотий Гран-прі з боротьби 2008                          | Азербайджан | вільна боротьба, до 74 кг | 9      |
| Золотий Гран-прі з боротьби 2009                          | Азербайджан | вільна боротьба, до 74 кг | 5      |
| Золотий Гран-прі з боротьби 2010 (Баку)                   | Азербайджан | вільна боротьба, до 74 кг | 9      |
| Чемпіонат світу з боротьби серед військовослужбовців 2010 | Азербайджан | вільна боротьба, до 74 кг | Бронза |
| Турнір Алі Алієва 2011                                    | Азербайджан | вільна боротьба, до 74 кг | Срібло |
| Золотий Гран-прі з боротьби 2011 (Баку)                   | Азербайджан | вільна боротьба, до 74 кг | Срібло |
| Тестовий турнір FILA 2011                                 | Азербайджан | вільна боротьба, до 74 кг | Бронза |
| Турнір Яшара Догу 2012                                    | Азербайджан | вільна боротьба, до 74 кг | Бронза |
| Гран-прі Німеччини з боротьби 2012                        | Азербайджан | вільна боротьба, до 74 кг | Срібло |
| Золотий Гран-прі з боротьби 2012 (Баку)                   | Азербайджан | вільна боротьба, до 74 кг | 10     |
| Гран-прі Іспанії з боротьби 2013                          | Азербайджан | вільна боротьба, до 74 кг | Срібло |
| Меморіал Вацлава Циолковського 2013                       | Азербайджан | вільна боротьба, до 74 кг | Срібло |
| Золотий Гран-прі з боротьби 2013 (Баку)                   | Азербайджан | вільна боротьба, до 74 кг | Бронза |
| Турнір Дана Колова — Николи Петрова 2014                  | Азербайджан | вільна боротьба, до 74 кг | 8      |
| Турнір Алі Алієва 2014                                    | Азербайджан | вільна боротьба, до 74 кг | 16     |
| Золотий Гран-прі з боротьби 2014 (Баку)                   | Азербайджан | вільна боротьба, до 74 кг | 10     |
| Турнір Алі Алієва 2015                                    | Азербайджан | вільна боротьба, до 74 кг | 12     |
| Золотий Гран-прі з боротьби 2015                          | Азербайджан | вільна боротьба, до 74 кг | 9      |
| Чемпіонат світу з боротьби серед військовослужбовців 2016 | Азербайджан | вільна боротьба, до 74 кг | Бронза |
| Золотий Гран-прі з боротьби 2016                          | Азербайджан | вільна боротьба, до 74 кг | 7      |